# Lamezia Terme Centrale
Lamezia Terme Centrale (wł. Stazione di Lamezia Terme Centrale) – główna stacja kolejowa w Lamezia Terme, w prowincji Catanzaro, w regionie Kalabria, we Włoszech. Położona jest na linii Salerno – Reggio di Calabria. Stanowi również stację początkową dla linii do Catanzaro.
Według klasyfikacji RFI ma kategorię złotą.

## Historia
Otwarcie stacji jest związane z zakończeniem odcinka Sant'Eufemia Marina - Gizzeria e Pizzo zbudowanego przez Società per le Strade Ferrate del Mediterraneo 15 listopada 1894. W tym samym dniu został otwarty dla ruchu pierwszy odcinek, około 25 km pomiędzy "Sant'Eufemia Biforcazione" (oryginalna nazwa stacji Lamezia Terme Centrale) i Marcellinara na linii do Catanzaro Lido. Rok później (31 lipca 1895) otwarto dla ruchu od dawna ukończoną linię do Praja-Ajeta-Tortora przez Scalea, Cetraro, Paola, Amantea do "Sant'Eufemia Marina" łącząc stację z resztą linii kolejowej. Catanzaro stało się dostępne z Kolei Tyrrenskiej 8 czerwca 1899, a także połączyło się z linią Jońską.
W latach 1928–1935 został zainicjowany program rekultywacji równiny Sant'Eufemia z budową kilku domów i zbudowaniu nowej, większej stacji w Marina di Gizzeria (wówczas "Sant'Eufemia Marina"). W 1935 roku nowa stacja została nazwana "Sant'Eufemia Lamezia" (zamiast poprzedniej "Sant'Eufemia Biforcazione"). W tych samych latach została zelektryfikowana cała linia z Salerno do Reggio di Calabria i zbudowano lokomotywownię na północnej stronie stacji. W latach sześćdziesiątych, stacja została przebudowana wraz z rozbudową linii na dwutorową między Scalea i San Pietro a Maida i modernizacją całej infrastruktury. Wreszcie w 1969 roku, po utworzeniu nowego miasta Lamezia Terme, które powstało z gmin Nicastro, Sambiase i Sant'Eufemia Lamezia stacja zmieniła nazwę na obecną; dodając przyrostek "Centrale" w celu odróżnienia go od stacji Lamezia Terme Nicastro i Lamezia Terme Sambiase.

## Infrastruktura
Stacja posiada 7 torów pasażerskich, zlokalizowanych przy 4 peronach, wyposażonych w wiaty i przejście podziemne. Stacja towarowa znajduje się po wschodniej stronie stacji. Stacja zawsze odgrywała ważną rolę w ruchu pasażerskim, między innymi ze względu na obsługiwane większości ruchu dla miasta Catanzaro, dlatego zatrzymują się tu pociągi wszystkich kategorii.

## Linie kolejowe
- Salerno – Reggio di Calabria
- Lamezia Terme – Catanzaro Lido